# 拉戈斯山脈
拉戈斯山脈（英語：La Gorce Mountains）是南極洲的山脈，是毛德王后山脈的一部分，全長37公里，該山脈在1934年12月由美國探險家發現，以國家地理學會主席命名。
86°45′S 146°0′W / 86.750°S 146.000°W